# Opa-Locka Bank
Opa-Locka Bank  es un edificio histórico ubicado en Opa-locka, Florida.  Opa-Locka Bank se encuentra inscrito  en el Registro Nacional de Lugares Históricos desde el 19 de mayo de 1983.  

## Ubicación
Opa-Locka Bank se encuentra dentro del condado de Miami-Dade en las coordenadas 25°54′21″N 80°15′01″O / 25.905833, -80.250278.